# Vainupea
Vainupea är en by (estniska: küla) i norra Estland. Den ligger i Haljala kommun i landskapet Lääne-Virumaa, 90 km öster om huvudstaden Tallinn. Byn hade 20 invånare år 2011. Byn benämndes tidigare Vainopea eller Vainopää samt Wainopäh på tyska. Fram till kommunreformen 2017 tillhörde Vainupea Vihula kommun.
Orten är uppkallad efter ån med samma namn som mynnar här i Östersjön. De bybor som levde här när en krönika påbörjades sysslade med fiske och med transport av ved till öarna i området. Under 1900-talet blev Vainupea en turistort.
Vainupea ligger utmed Estlands nordkust mot Finska viken och öster om Lahemaa nationalpark. Närmaste större samhälle är Kunda, 17 km sydost om Vainupea. En hamn finns i byn, Vainupea sadam samt ett kapell, Vainupea kabel. Norrut i byn ligger udden Vainupea nina där ett fyrbåk, Vainupea tulepaak, är placerat. Strax väster om udden breder en sandstrand ut sig. Vattendraget Vainupea jõgi mynnar i Finska viken vid byn. Till byn hör den ensligt belägna ön Stenskär som är Estlands nordligaste plats. Angränsande byar i öster är Mustoja och Haili, i söder Pajuveski och i sydöst Andi och Eisma.  
I kyrkligt hänseende hör byn till Haljala församling inom den Estniska evangelisk-lutherska kyrkan. Ett kapell byggt i trä tillkom 1772. Det aktuella kapellet i sten med plats för cirka 100 besökare uppfördes mellan 1888 och 1893.
Årsmedeltemperaturen i trakten är 4 °C. Den varmaste månaden är augusti, då medeltemperaturen är 16 °C, och den kallaste är februari, med −4 °C.

## Källor

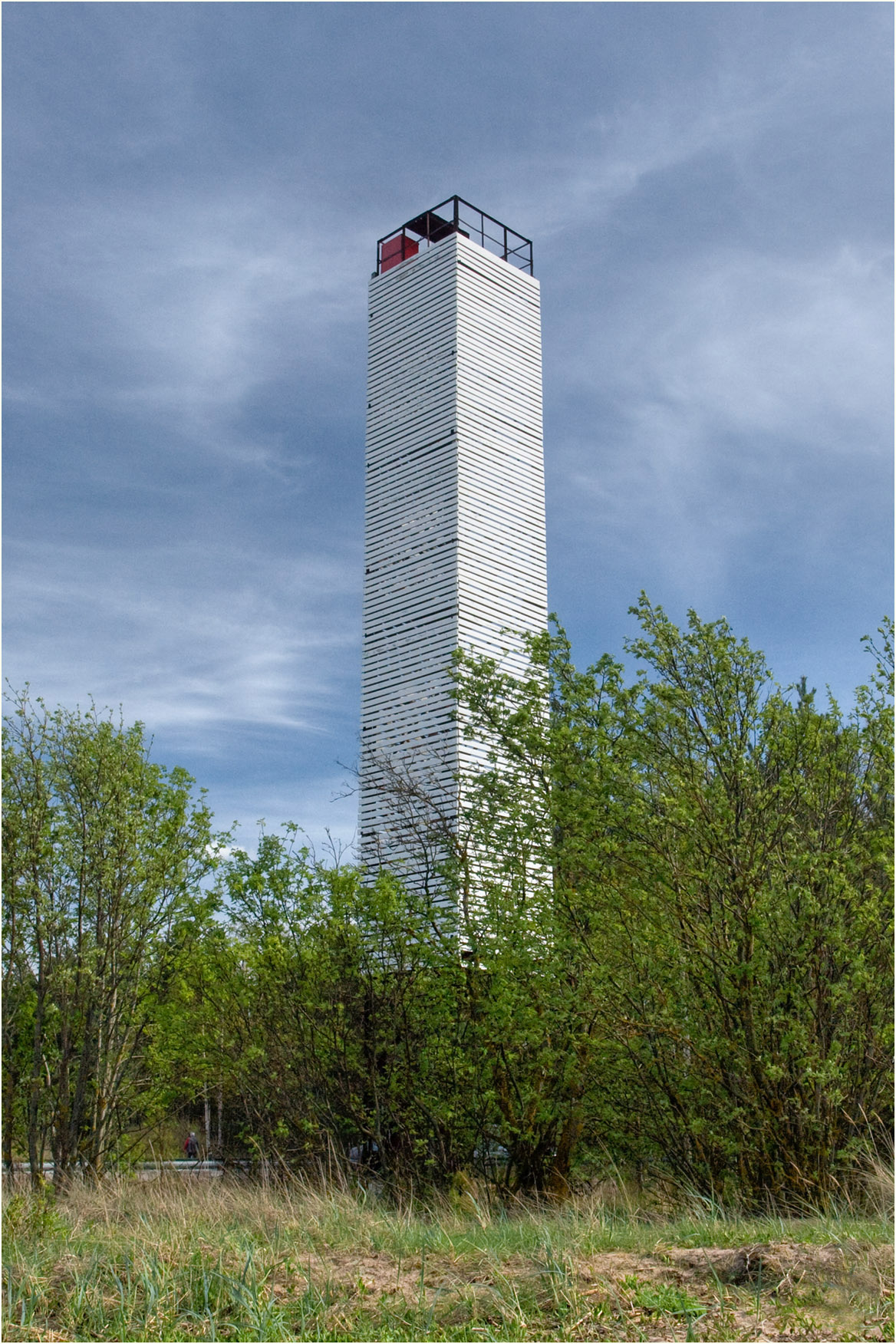
Fyrbåk på udden Vainupea nina.